# 中亞阿拉伯語
中亞阿拉伯語，是分布於阿富汗、塔吉克斯坦和烏茲別克斯坦的阿拉伯語方言，已瀕臨滅絕。
這種語言使用者是阿拉伯人移民後裔，他們主要分布於撒馬爾罕、布哈拉、卡什卡達里亞州、蘇爾漢河州，塔吉克的哈特隆州和阿富汗。
8世紀伊斯蘭教征服河中地區後阿拉伯語迅速成為當地科學和文學語言，這些阿拉伯人多和當地人分開生活並內部通婚，使他們保留自己的民族特性至20世紀。在1880年代因俄羅斯征服中亞很多阿拉伯牧民移民阿富汗北部。在蘇聯時代因民族同化政策他們不再說阿拉伯語改說烏茲別克語和達里語，同時放棄游牧生活和當地的塔吉克人，烏茲別克人和土庫曼人結婚。
在1959年的普查中只有34%阿拉伯人，多數是老人可說簡單阿拉伯語，其他人則以烏茲別克語和塔吉克語為母語。現在中亞阿拉伯語只分布於烏茲別克的蘇爾漢河州、卡什卡達里亞州和布哈拉五條村落中，而在塔吉克則還有35.7%阿拉伯人說中亞阿拉伯語。